# Ascogaster quadridentata
Ascogaster quadridentata är en stekelart som beskrevs av Wesmael 1835. Ascogaster quadridentata ingår i släktet Ascogaster och familjen bracksteklar. Arten är reproducerande i Sverige. Inga underarter finns listade.